# Саркандер, Ян
Ян Саркандер  или в некоторых публикациях — Иоганн Фляйшманн (Jan Sarkander, Johann Fleischmann, 20 декабря 1576[…] или 20 декабря 1576, Скочув, Цешинский повет — 17 марта 1620[…], Оломоуц, Земли Чешской короны) — святой Римско-Католической Церкви, священник, мученик.

## Биография
Ян Саркандер обучался в начальном иезуитском колледже в городе Оломоуц. В 1600—1603 гг. изучал философию в Праге и в 1604—1606 гг. — богословие в Граце, где он получил докторскую научную степень. В декабре 1607 года был рукоположён в диакона, в 1609 году стал священником. Ян Саркандер работал в католических приходах в Моравии. В 1616 году служил в Голешове, в 35 километрах от Оломоуца. В июне 1619 года, вскоре после начала Тридцатилетней войны, Ян Саркандер по просьбе прихожан оставил приход и отправился в паломничество в Ченстохову, после чего провёл некоторое время в Кракове и Оломоуце. В феврале 1620 года он вернулся в Голешов. После входа в город лисовчиков, он вышел навстречу военным со Святыми Дарами, чтобы показать, что город является католическим. Это событие послужило в дальнейшем поводом для его обвинения в лояльности Польше. Его арестовали и отправили в Оломоуц, где в тюрьме его подвергли пыткам. Его пытали, чтобы он нарушил тайну исповеди. Ян Саркандер погиб в тюрьме от пыток 17 марта 1620 года.

## Прославление
3 ноября 1859 года Ян Саркандер был беатифицирован папой римским Пием IX и канонизирован 21 мая 1995 года Римским папой Иоанном Павлом II.
День памяти в Католической Церкви — 30 мая.